# Aristobule Ier
Pour les articles homonymes, voir Aristobule.
Aristobule Ier, dit Philhellène (Ami des Grecs) est un roi hasmonéen.
Fils de Jean Hyrcan Ier, de la dynastie des rois-prêtres hasmonéens, son père lui confia le siège de Samarie où il vaincra Antiochos VIII Grypos, fils de Démétrios II Nicator venu à son secours.
Il succéda à son père Jean Hyrcan comme Grand Prêtre et prit le titre de roi. Il soumit une partie de l’Iturée, et mit à mort sur de faux soupçons son frère Antigone Ier, à qui il devait cette conquête. Son règne ne dura qu’un an entre 104 et 103 av. J.-C.
Il fit enchaîner aussi sa mère, qui lui disputait le pouvoir et à qui Jean Hyrcan Ier avait tout légué par testament ; il poussa la cruauté jusqu’à la faire mourir de faim dans sa prison.
Il meurt un an après avoir fait emprisonner sa mère et ses frères. Sa veuve, Salomé Alexandra, libère ses frères emprisonnés et épouse Alexandre Jannée.
- Notices d'autorité :   - VIAF
  - GND
  - Israël